# Phyllonorycter fasciformis
Phyllonorycter fasciformis là một loài bướm đêm thuộc họ Gracillariidae. Loài này có ở Ấn Độ (Bihar).
Ấu trùng ăn Polygonum glabrum. Chúng có thể ăn lá nơi chúng làm tổ.